# جيم كروسبي
جيم كروسبي (بالإنجليزية: Jim Crosby)‏ هو لاعب اتحاد الرغبي جنوب أفريقي، ولد في 3 يوليو 1873 في كيب تاون في جنوب أفريقيا، وتوفي في 25 فبراير 1960 في جوهانسبرغ في جنوب أفريقيا.